# Óscar Gómez (productor)
Óscar Basilio Gómez Díaz (La Habana; 9 de noviembre de 1949), más conocido artísticamente como Óscar Gómez es un compositor y productor musical cubano-español. Fue ganador de Premio Grammy y 4 Premios Grammy Latinos. Conocido por haber sido productor de artistas como Celia Cruz, Sara Montiel, Miliki, Enrique Iglesias, Miguel Bosé, Camilo Sesto, Jeanette y Mocedades.

## Reseña biográfica
En 1983 le produce a Camilo Sesto el álbum Con ganas, álbum en donde se destacan los temas «Mi mundo tú», «Devuélvememe mi libertad», «Terciopelo y piedra» y «Mientras me sigas necesitando». 
En 1984 produce el álbum Ojos en el sol para Jeanette. El álbum se lanzó para recuperar el éxito que tuvo en 1981, después de que su anterior álbum Reluz no tuviera mucho éxito. El álbum obtuvo un disco de platino por las ventas recibidas.  
En 1988 produce el álbum Purísimo Sara de Sara Montiel, triunfal retorno de la diva del cuplé al mercado discográfico; fue premiado con un Disco de platino por ventas. 
En 1989 Óscar Gómez funda BAT Discos, un sello independiente exclusivo de música latina en España con el que edita y lanza al mercado la exitosa canción "Ven devórame otra vez". También el álbum de debut de Enrique Iglesias en 1995.
En 2011 crea y produce el festival de jazz latino Clazz Latin Jazz Festival, por el que han pasado artistas como Paquito D'Rivera, Michel Camilo, Arturo Sandoval entre otros. 
Desde 2012 es fideicomisario de la Academia Latina de Artes y Ciencias de la Grabación. Siendo así uno de los encargados de seleccionar los nominados a los Premios Grammy Latinos.
En 2012 produce Uñas rojas disco de María Toledo para Warner Music Spain.
En 2024, produce Lágrimas negras para la cantante NIA junto a la voz de Celia Cruz.

## Distinciones
- Mejor Álbum Infantil (Premio Grammy Latino por A Mis Niños de 30 Años de Miliki, año 2000)
- Mejor Álbum Infantil (Premio Grammy Latino por ¿Cómo Están Ustedes? de Miliki, año 2001)
- Mejor Álbum Tropical Tradicional (Premio Grammy Latino por Siempre Viviré de Celia Cruz, año 2001)
- Mejor Álbum Salsa/Merengue (Premio Grammy por Regalo Del Alma de Celia Cruz, año 2004)
- Mejor Álbum de salsa (Premio Grammy Latino por Regalo Del Alma de Celia Cruz, año 2004)